# Antoinette Beumer
 (octobre 2018).
Si vous disposez d'ouvrages ou d'articles de référence ou si vous connaissez des sites web de qualité traitant du thème abordé ici, merci de compléter l'article en donnant les références utiles à sa vérifiabilité et en les liant à la section « Notes et références ».
Pour les articles homonymes, voir Beumer.
Antoinette Beumer, de son vrai nom Antoinette Janssen, née le 2 août 1962 à Amstelveen, est une réalisatrice et scénariste néerlandaise.

## Biographie
Antoinette Beumer est diplômée de l'école de théâtre d'Amsterdam en 1989. En tant que directrice, elle a participé à divers projets. Elle a réalisé les séries télévisées Hertenkamp, Spangen et Willemspark (comédie pour les jeunes VPRO). En tant que réalisatrice remplaçante de Willem van de Sande, elle a participé à son dernier long métrage Ik omhels je met duizend armen.
En 2006, elle a fondé sa propre société de production commerciale, Het Kantoor, avec Heleen Dankbaar. Fin 2007, le documentaire qu'elle a réalisé avec Maaik Krijgsman, See you in Vegas sort au cinéma : il retrace l'histoire de l'illusionniste Hans Klok. En 2010, De Gelukkige Huisvrouw (La femme au foyer heureuse) est sorti, premier film de Antoinette Beumer d'après le best-seller du même nom de Heleen van Royen, elle a également réalisé le long métrage Loft la même année. Le film Soof est sorti en 2013, et aux États-Unis en 2014.

## Vie privée
Antoinette Beumer a eu deux enfants avec le réalisateur Joram Lürsen. Elle est mariée au réalisateur Maaik Krijgsman. Elle est la sœur de ainé l'actrice Famke Janssen et de l'actrice/scénariste Marjolein Beumer.

## Filmographie
- 1995 - 1996 : Goede tijden, Slechte tijden
- 1996 : Goudkust
- 2007 : See You in Vegas[2]
- 2010 : The Happy Housewife[3]
- 2010 : Loft[4]
- 2012 : Jackie
- 2013 : Soof[5]
- 2013 : Koorts
- 2015 : Rendez-Vous[6]

## Livres
- 2018 : Mijn vader is een vliegtuig (sorti le 8 janvier 2018)[7]